# Dorfkirche Brahmenau

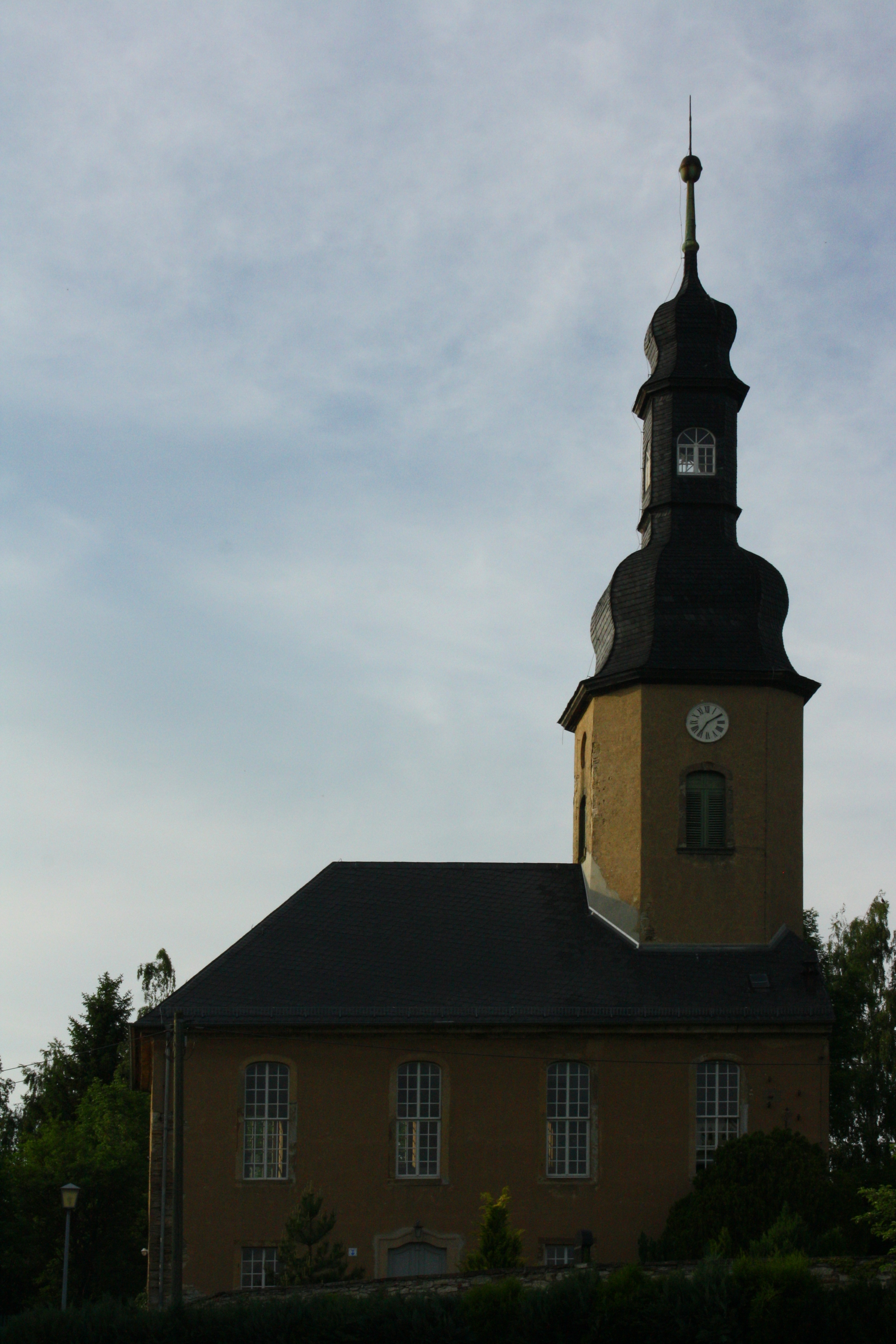
Dorfkirche

Die evangelische Dorfkirche Brahmenau steht in der Ortslage Groitschen der Gemeinde Brahmenau im Landkreis Greiz in Thüringen. Sie gehört zur Kirchengemeinde Pölzig, Dorna, Röpsen und Roschütz im Kirchenkreis Gera der Evangelischen Kirche in Mitteldeutschland.

## Geschichte
Vor der Reformation brannte die Vorgängerkirche ab. 1783 erfolgte der Abbruch, und in den Jahren 1785 bis 1788 wurde der Neubau der barocken Dorfkirche realisiert. Am 1. Advent 1786 fand die feierliche Einweihung statt.
1990 gründete sich im Dorf die Interessensgemeinschaft zur Erhaltung der Dorfkirche.
2008 erhielt die Kirche eine Anerkennung für die Schaffung von Lebensraum für Dohlen und Fledermäuse.

## Orgel
1823/1824 baute Johann August Poppe die Orgel ein. Sie wurde um 1900 um ein zweites Manual mit drei Registern auf pneumatischen Laden ergänzt. Zudem wurde einige Register entsprechend dem Zeitgeschmack ersetzt. Die Restaurierung und Rekonstruktion der Orgel im Jahr 2021 verantwortet das Unternehmen Vogtländischer Orgelbau Thomas Wolf.
Die Orgel mit einem Manual, Pedal und 12 Registern hatte vor der Restaurierung folgende Disposition:
| I Manual C–c3 |                |    |
| 1.            | Principal      | 8′ |
| 2.            | Principal D    | 8′ |
| 3.            | Gemshorn       | 8′ |
| 4.            | Bordun         | 8′ |
| 5.            | Quintadena     | 8′ |
| 6.            | Viola di gambe | 8′ |
| 7.            | Principal      | 4′ |
| 8.            | Hohlflöte      | 4′ |
| 9.            | Octave         | 2′ |
| 10.           | Sifflöte       | 1′ |

| Pedal C–c1 |               |     |
| 11.        | Subbaß        | 16′ |
| 12.        | Principal Baß | 8′  |

- Koppel: I/P
- Stimmton: 490,02 Hz bei 15 °C
- Winddruck: 57 mmWs